# Gift (Elisa)
Gift è il primo singolo estratto dal secondo album di Elisa, Asile's World.

## Il singolo
Elisa ha scritto questa canzone in inglese dedicandola alla madre Silvia.
Il brano uscì nelle radio il 31 marzo 2000 e venne passato per tutta l'estate. Il singolo fu pubblicato in due versioni, la prima contenente il brano originale e la versione strumentale e la seconda contenente cinque remix ufficiali (CD e 12"). Con l'avvento del download digitale la versione The Remixes è stata pubblicata anche in quest'ultimo formato. Non è stato creato alcun promo.
La versione Deadmouse Radio Cut è stata realizzata dai M@D, la versione Morning Brew RMX da Roberto Vernetti (produttore del brano originale), la versione DJ Masterplan da Mr. Piraz (Andrea Piraz), la versione Gaudì Clubdub da Gaudi e la versione Cloud 9 VRS da Cloud 9 (Gavin Cheung).
Nel 2003 la canzone è stata riarrangiata in chiave acustica e inserita nell'album Lotus. Il brano fa anche parte della raccolta di successi Soundtrack '96-'06 pubblicata nel 2006.

## Il video
Il video della canzone venne girato da Alessandra Pescetta, la quale fu già regista dei due precedenti video di Elisa, A Feast for Me e Cure Me. Il look del video riporta molto al genere nipponico.

## Tracce
CDS 300 730 2
1. Gift - 4:18
2. Gift (Instrumental) - 4:18

CDS 300 737 2
12" TW 26
Download digitale
1. Gift (Deadmouse Radio Cut) - 4:51
2. Gift (Morning Brew RMX) - 8:10
3. Gift (DJ Masterplan) - 4:43
4. Gift (Gaudì Clubdub) - 5:45
5. Gift (Cloud 9 VRS) - 4:16

## Musicisti
- Voce: Elisa
- programmazione: Aidan Love, Paul Cook
- chitarre: Chris Taylor
- batteria acustica: Trevor Morais
- pianoforte: Giorgio Pacorig